# 凶心人
《記憶拼圖》（英語：是一部2001年上映的美國新黑色驚悚片，由英國導演克里斯托弗·诺兰編劇及執導，故事構想由其弟乔纳森·诺兰提供。本片的主角藍納（盖·皮尔斯飾演）因為遭歹徒襲擊而失去了妻子，並且患上顺行性遗忘症。藍納無法再有新的記憶，且當下的記憶頂多維持幾分鐘。儘管如此，他仍用照片紀錄和刺青等方式來記錄線索，誓言找出歹徒報仇。凱莉-安·摩絲飾演女子娜塔莉，喬·潘托里亞諾飾演表面上幫助藍納的男子泰迪。
克里斯托弗與乔纳森自1996年開始編寫故事，1997年取得新市場影業的資金。電影於1999年9月7日至10月8日間拍攝。本片於2000年9月5日在第57屆威尼斯影展上首映，後於2001年3月16日在美國院線上映。本片獲得影評人讚賞，其劇本和故事結構為評論焦點，皮尔斯的演出也備受好評。電影以小額成本獲得4000萬美元的全球票房，並入圍奥斯卡最佳原创剧本奖與最佳剪輯獎。2017年，美國國會圖書館將本片列入國家影片登記表。

## 劇情大綱

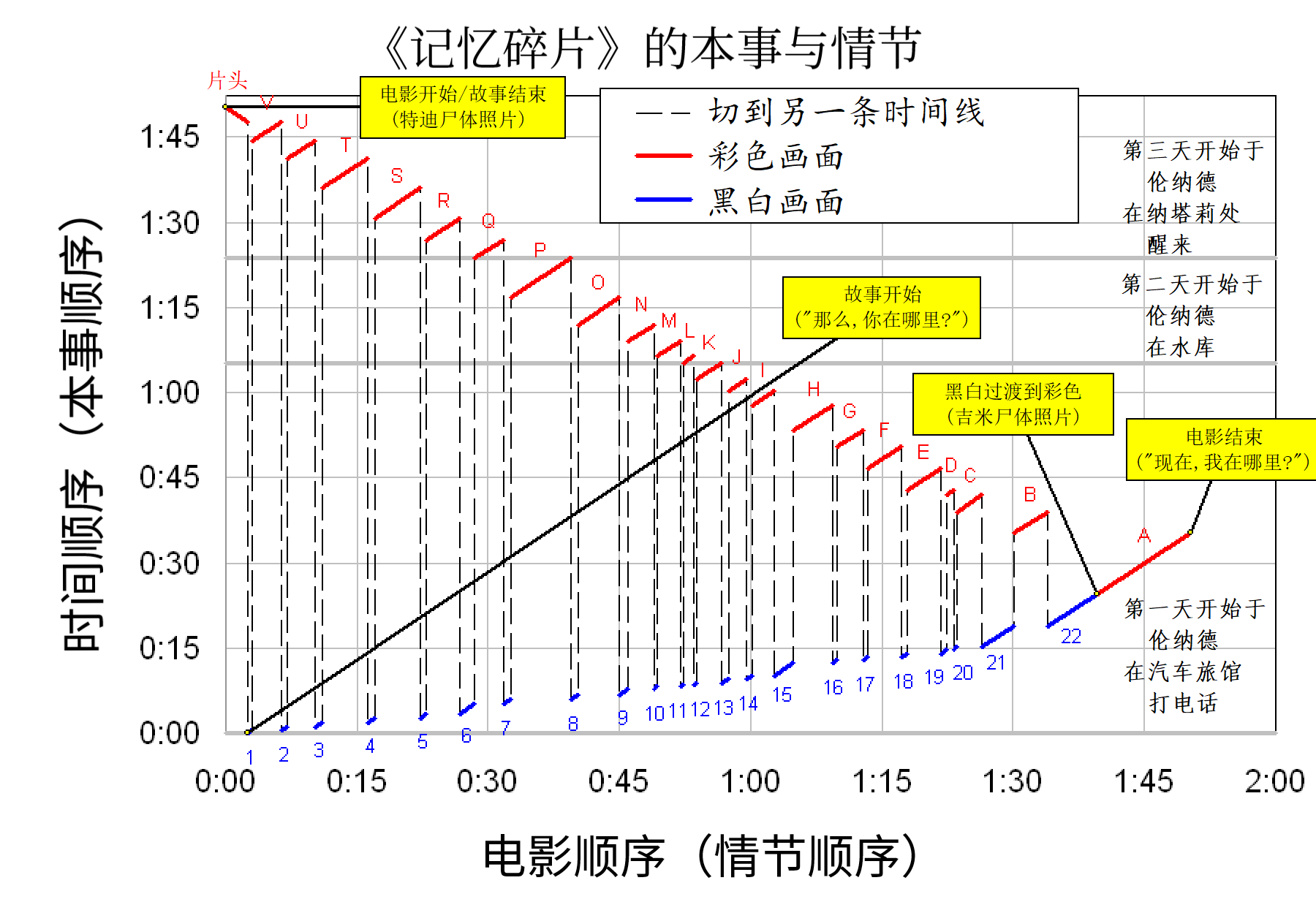
故事结构
播放順序是「片頭」→「片段1」→「片段V」→「片段2」→「片段U」→……→「片段22」→「片段A」
若按照時間順序，則是「片段1～22」→「片段A～V」→「片頭」。

電影的開頭是一段彩色倒帶畫面。藍納（Leonard）射殺了泰迪（Teddy），並拍下其屍體的照片。之後電影分成兩條敘事線，一條是黑白畫面的正向敘事，另一條是彩色畫面的倒敘敘事。兩條敘事線輪流進行，最後黑白片段與彩色片段銜接，形成一個連貫的故事。
在黑白片段中，主角藍納從前是一名保險公司的理賠申請調查員，正在汽車旅館房間內與身分不明的另一端通話。藍納因遭歹徒襲擊而罹患顺行性遗忘症，其妻被其中一名歹徒姦殺，藍納將該歹徒擊斃，但第二個歹徒重創藍納的頭部。警方表示沒有第二個歹徒，但藍納相信那個歹徒叫做「約翰·G」（John G）并希望找他報仇。遗忘症讓藍納沒辦法產生新的長期記憶，每過數分鐘就會失憶，所以他必須透過各種筆記、拍立得照片和身上的刺青來讓自己持續掌握情報。藍納在電話中提到以前的保險客戶山米·詹奇斯（Sammy Jankis），他也有一樣的記憶疾病，但藍納判斷他的問題是心理上的，故不接受醫療費用的理賠申請。山米會定時幫妻子注射治療糖尿病的胰岛素，其妻絕望地想讓山米恢復，於是頻繁請山米為她打藥，希望他會在注射到致死劑量之前恢復記憶。但事與願違，其妻死亡。
在彩色片段中，每一段都是藍納的一個記憶週期。根據時間順序，藍納先於刺青店刺了「約翰·G」的車牌號碼（即是泰迪的車牌號碼），之後因為開著毒販吉米·葛蘭（Jimmy Grantz）的車而去找了吉米的女友娜塔莉（Natalie）。娜塔莉聽說藍納的記憶問題後願意幫他調查車牌，條件是藍納要幫助她把為難吉米的黑幫份子達德（Dodd）載出城外處理掉。之後，藍納遇到了泰迪，泰迪幫忙處理達德，但警告藍納當心娜塔莉。藍納發現自己有一張泰迪的拍立得照片，一旁註記「不要相信他」。娜塔莉將車主的名字「約翰·愛德華·加梅爾」（John Edward Gammell）告訴藍納，而這即是泰迪的全名，並且符合「約翰·G」。藍納認為泰迪即是目標，便在照片上記下，載著泰迪去一間廢棄建築。之後會發生的事即是電影開頭的片段：藍納槍殺泰迪。
在最後一個黑白片段中，電話中的人指示藍納去見泰迪。泰迪自稱是臥底警察，已經找到了「約翰·G」並帶著藍納前往那間廢棄建築。那名「約翰·G」即是吉米·葛蘭，藍納將他扼死並拍下照片以示復仇成功。隨著照片顯影，黑白畫面逐漸變成彩色畫面，銜接至最後一個彩色片段。藍納聽見瀕死的吉米說出山米的名字。藍納只對認得的人提過山米的事，因此開始懷疑吉米是否為目標。泰迪稱吉米即是真兇，眼看藍納不相信，泰迪便坦承了一切，自稱是當年負責藍納案子的警察，一年前藍納就已经在他的幫助下殺死真兇，而且有照片為證，但是藍納並不記得，所以他之後便一直在幫藍納找下一個「約翰·G」。泰迪質疑藍納認知的真實性，稱藍納一直在自欺欺人。泰迪還指出「約翰·G」是一个十分常見的名字，甚至他自己的本名也符合「約翰·G」。
聽完泰迪的話，藍納受到衝擊，但仍不肯接受，因為他必須為自己的人生找到目標。最後他燒掉了吉米的屍體照片和一年前殺死真兇的照片，決定將泰迪當作下一個「約翰·G」。他在刺青店訂了一個泰迪車牌號碼的刺青，並在他的照片上寫下「不要相信他」。藍納開走了吉米的車，心裡獨白稱，儘管他在自欺欺人，而且什麼也不會記得，他還是需要感受到自己的行為有所意義，最後他停在了刺青店的門前，全片結束。

## 演員表
- 盖·皮尔斯飾演藍納·雪比（Leonard Shelby）
- 凱莉-安·摩絲飾演娜塔莉（Natalie）
- 喬·潘托里亞諾飾演泰迪（Teddy）或約翰·愛德華·加梅爾（John Edward Gammell）
- 小馬克·布恩（英语：Mark Boone Junior）飾演伯特（Burt）
- 羅斯·費加（Russ Fega）飾演服務生
- 喬雅·福克斯飾演凱特琳·雪比（Catherine Shelby）
- 史蒂芬·陶布勞斯基（英语：Stephen Tobolowsky）飾演山米·詹奇斯（Sammy Jankis）
- 哈里特·桑森·哈里斯（英语：Harriet Sansom Harris）飾演詹奇斯太太
- 托馬斯·列儂飾演醫生
- 卡倫·基斯·雷尼飾演達德（Dodd）
- 金伯利·坎貝爾（Kimberly Campbell）飾演金髮應召女
- 瑪麗安妮·穆勒雷爾（英语：Marianne Muellerleile）飾演刺青師
- 賴瑞·霍登（Larry Holden）飾演吉米·葛蘭（Jimmy Grantz）

## 製作

### 發展
1996年7月，克里斯托弗·诺兰要搬家到美國西岸，於是他和弟弟乔纳森進行了一趟從芝加哥前往洛杉矶的跨州公路旅行。路程中，強納森將《記憶拼圖》的故事概念告訴克里斯多福，對方對此充滿熱情。之後克里斯多福留在洛杉磯，強納森回到华盛顿哥伦比亚特区讀乔治城大学。強納森當時已在將該故事寫成短篇小說，克里斯多福反覆要求強納森寄給他一份故事初稿，幾個月後強納森寫完了。又過了兩個月，克里斯多福想到「反著講故事」的點子，並開始著手創作劇本。兄弟倆持續聯繫，將各自的後續修訂版本寄給對方。
克里斯多福最初將劇本寫成線性的故事，然後再「倒回去，並重新排成出現在銀幕上的順序，以確保邏輯沒有問題」。克里斯多福受到的短篇故事《博聞強記的富內斯》的影響。「我覺得《記憶拼圖》像是《博聞強記的富內斯》的奇怪表親——那部作品講的是一個什麼都記得且什麼都忘不了的男人。《記憶拼圖》有點類似它的翻轉版。」
強納森寫的短篇小說版本題為「勿忘你終有一死」，和克里斯多福的劇本有著相同要素，但劇情明顯不同。在短篇小說中，主角不叫藍納而叫做厄爾（Earl），是個精神病院的病人。厄爾透過留下筆記的方式說服自己逃出心理機構，並去謀殺殺妻兇手。最後厄爾確實找到並殺死了真兇，不像電影那樣留有懸念。
1997年7月，克里斯多福·諾蘭的女友艾玛·托马斯（兩人後來結婚）將諾蘭的劇本展示給亞倫·萊德看，萊德是新市場影業的主管人物。萊德曾稱那份劇本「大概是我看過最新穎的劇本」，沒過多久，新市場影業購下劇本並給出450萬美元的製作資金。前期製作花了7週，期間電影的主要拍攝地點從蒙特利尔改成洛杉矶，以求打造更寫實且有黑色电影感覺的氣氛。

### 選角
畢·彼特原本預定是藍納的演員。彼特對該角色有興趣，但因為行程問題而沒談成。其他考慮人選包含查理·辛、艾力·寶雲、艾伦·艾克哈特與托马斯·简，不過該角色最後交給了最讓諾蘭驚艷的盖·皮尔斯。皮爾斯獲選的原因有一部分是他「名氣較小」，以及他對該角色的熱情，後者的證據是他給諾蘭打的一通私人電話，內容是要討論這個角色。
製片人珍妮佛·陶德對凱莉-安·摩絲在《黑客帝国》中飾演崔妮蒂的表現感到印象深刻，於是建議她接演娜塔莉這個角色。雖然當時瑪麗·瑪寇梅可已有來應徵，諾蘭決定任用摩絲，並表示：「摩絲為這個角色賦予了很多劇本裡沒有的東西。」對於片中的貪汙警察泰迪，「我們有提到過喜劇演員丹尼斯·利瑞，但到頭來沒辦法請他演。」。摩絲向劇組推薦了《黑客帝国》的共戲演員喬·潘托里亞諾。有人擔心對泰迪這個角色來說，潘托里亞諾的反派氣質太強，不過他還是獲選了，諾蘭稱自己對潘托里亞諾的微妙演出感到驚喜。
三位主角的演員敲定後，其他演員很快地也選好了。史蒂芬·陶布勞斯基與哈里特·桑森·哈里斯分別飾演山米·詹奇斯和其妻。小馬克·布恩獲選飾演旅館員工伯特，因為陶德看上他的「外觀和態度」。賴瑞·霍登（Larry Holden）飾演娜塔莉的男友吉米。

### 拍攝
本片的拍攝於1999年9月7日至10月8日進行。在拍攝過程中，皮爾斯每天都在拍片現場，不過三位主演（皮爾斯、潘托里亞諾和摩絲）只有在第一天是一起拍戲，那場戲是娜塔莉家外頭的室外橋段。摩絲的所有戲碼在第一週全數拍完。潘托里亞諾在第二週回到拍片現場，繼續拍他的戲份。9月25日，劇組拍攝了藍納射殺泰迪的開頭橋段。雖然這個橋段是倒帶的，諾蘭使用了正常的音效。9月26日，賴瑞·霍登回到片場拍攝藍納襲擊吉米的橋段。五天後拍攝完成，在那之後皮爾斯錄製了旁白。對於黑白畫面的橋段，皮爾斯獲准即興發揮旁白，以求紀錄片的感覺。
本片的拍攝地點之一是加州桑蘭杜俊加的出遊旅社（The Travel Inn），劇組將之重新粉刷，藍納和達德的旅館房間內景於此拍攝，而出遊旅社的外裝則充當電影裡的「便宜旅社」（Discount Inn）。山米·詹奇斯家的場景於帕萨迪纳附近的郊區房屋拍攝，娜塔莉的房子則是在伯班克。對於藍納殺死泰迪與吉米的地點——廢棄小屋，劇組原本打算在一個西班牙風的磚屋拍攝。該磚屋是一家鐵路公司所有，公司在開拍一周前在屋外放了好幾打的火車車廂，讓劇組沒辦法拍屋子的外景。磚屋的內部已經布置完成，因此劇組得尋找另一個合適地點。劇組選用了鄰近長灘的煉油廠，而藍納燒掉妻子遺物的橋段在煉油廠的另一邊拍攝。

### 配樂
大衛·朱利安操刀本片配樂，配樂是以合成方式製作。朱利安舉出幾部對他產生影響的合成原聲帶，例如范吉利斯的《银翼杀手》和漢斯·季默的《紅色警戒》。在譜寫配樂時，朱利安為彩色和黑白橋段創作了截然不同的音效，以求區分：彩色橋段的配樂「陰鬱且古典」，而黑白橋段的則是「壓迫且隆隆作響的噪音」。朱利安形容整部電影的配樂是「藍納的主題曲」，因此他也表示：「我在音樂上追求的情感是渴望和失去。但那種失去的感覺，是你覺得失去什麼卻又不知道失去什麼，一種無目的漫遊的感覺。」起初諾蘭想要在片尾工作人員名單播放电台司令的歌曲偏执狂机器人，但版權事宜處理不來。最後用上的是大卫·鲍伊的Something in the Air，电台司令的另一首歌曲Treefingers的加長版收錄在原聲帶當中。
本片的電影原聲帶於2001年5月8日發行。
| 曲目列表 | 曲目列表                                          | 曲目列表 |
| 曲序     | 曲目                                              | 时长     |
| -------- | ------------------------------------------------- | -------- |
| 1.       | Opening Titles/Polaroid Fades                     | 2:48     |
| 2.       | Motel Room/Arriving at the Derelict               | 3:03     |
| 3.       | Snapshot（罗尼·塞丝）                             | 3:43     |
| 4.       | Focus on Sight（Thievery Corporation）            | 2:15     |
| 5.       | Stone                                             | 5:13     |
| 6.       | Remember Me                                       | 2:12     |
| 7.       | The Facts/Tattoos                                 | 3:45     |
| 8.       | More Facts                                        | 2:25     |
| 9.       | Treefingers（电台司令）                           | 3:30     |
| 10.      | All Is Full of Love（Howie B與碧玉）              | 3:22     |
| 11.      | Motel Room/Arriving at the Motel                  | 1:21     |
| 12.      | Leonard and Natalie                               | 3:37     |
| 13.      | Time for My Shot                                  | 1:51     |
| 14.      | Losing Control/Tattoo Parlor                      | 2:44     |
| 15.      | First Cool Hive（莫比）                           | 2:33     |
| 16.      | Who Am I（Peace Orchestra）                       | 5:47     |
| 17.      | Amnesia（Paul Oakenfold與Steve Osborne）          | 2:43     |
| 18.      | Arriving at the Derelict/Jimmy                    | 4:05     |
| 19.      | Memento (Main Theme)                              | 4:05     |
| 20.      | Something in the Air（大卫·鲍伊與Reeves Gabrels） | 4:05     |
| 总时长： | 总时长：                                          | 56:57    |

## 上映
《記憶拼圖》於2000年9月5日在2000年威尼斯电影节上首映，諾蘭與皮爾斯出席現場。之後本片亦在多维尔美国电影节和多倫多國際電影節放映。影展宣傳巡演於2001年1月的圣丹斯电影节畫下句點。本片在威尼斯影展上播畢後獲得5分鐘的掌聲，在其他影展也受到歡迎。
本片藉由在影展放映而輕鬆找到超過20個國家的發行商，不過尋找美國發行商的過程較為坎坷。本片在2000年3月就已放映給許多家片商的高層觀賞（包含米拉麥克斯影業的創辦人哈維·溫斯坦），大部分主管都表示喜歡並褒獎諾蘭的才華，但沒有一家願意接手發行，都認為電影太令人困惑且吸引不了大量觀眾。知名獨立電影導演史蒂文·索德伯格看過本片並聽說沒有廠商要發行本片之後，在多個訪談和公眾活動中擁護本片，增加本片的曝光度。最後，本片的製片商新市場影業做出可能危及財務的決定，亦即自行發行本片。電影上映頭幾周之後，《記憶拼圖》已經擴及全美500家電影院，並收穫2500萬美元的票房。本片的成功令當初拒絕之的廠商大吃一驚，溫斯坦意識到判斷錯誤後試圖向新市場影業買下本片。

### 宣傳
強納森·諾蘭設計了本片的官方網站。該網站刻意提供更進一步的線索和暗示來推介這個故事，但不包含任何確定且具體的資訊，如同《厄夜叢林》的營銷策略。網站首先會出現簡短的導引，然後是一篇新聞剪報，內容詳述藍納謀殺泰迪的案子。點擊剪報中被特別標記的字詞，即會出現更多描述電影情節的資訊，包含藍納的筆記和照片，以及警方報告。製片人們也採用另一種策略，即把藍納光著上身指著胸膛的拍立得照片隨機寄人。因為新市場影業自行經銷電影，克里斯多福·諾蘭親自剪輯了本片的預告。

## 迴響

### 專業影評
本片獲得眾多影評人的讚美。影評匯總網站爛番茄收集179份評論文章，其中有167份給出了「新鮮」的正面評價，「新鮮度」為93%，平均得分8.30（最高10分），該網站的共識評價寫道：「克里斯多福·諾蘭巧妙地引導觀眾經歷《記憶拼圖》的破碎敘事，在存在主義的恐懼中沉入他的電影」另一網站Metacritic上收集的34篇評論中則有30篇好評，1篇差評，3篇褒貶不一，綜合評分81（最高100），屬好評居多。
影評人詹姆士·伯拉迪尼利給予本片4星滿分，並將之列為年終十大佳片以及影史百大電影之一。伯拉迪尼利在評論中形容《記憶拼圖》是一部「始終充滿驚豔、絕妙的開放結局電影」，稱讚傑出、創新的電影結構使本片脫穎而出，並誇獎皮爾斯的演出。《衛報》編者達蒙·懷斯（Damon Wise）認為本片令人難忘：「劇情轉折不斷，結局巧妙的真相揭曉在腦中縈繞，《記憶拼圖》是一部令人吃驚的雙想作品，勝過《普通嫌疑犯》的驚喜收場。」《西雅图邮讯报》的威廉·阿諾（William Arnold）撰文稱《記憶拼圖》是「美味的一次性甜點」，並強調導演「不只造就《記憶拼圖》為一部成功的非線性謎團電影，也是一部緊繃且氣氛十足的驚悚片」。
並非所有影評人都對本片的架構感到驚艷。影評人瑪喬麗·鮑姆加滕（Marjorie Baumgarten）為《奧斯汀紀事》撰文寫道：「故事在順敘情況下難以使人感興趣，這才使倒敘成了電影製作者的自豪之處。」《費城週報》的西恩·伯恩斯（Sean Burns）表示：「以電影的所有形式上的魔幻花招來說，《記憶拼圖》終究是個腦力伎倆方面一個冷到極點的成就。一旦謎團架構的心理驚悚開始變淡，也就不剩什麼可以撐下去了。這部片本身就像藍納的暫時記憶一樣消散而去」。罗杰·埃伯特給予本片3顆星（滿分4顆）的好評，但並不覺得本片非看個好幾次不可。在觀看本片兩次後，伊伯特總結道：「理解程度的增加對劇情層面有幫助，但並沒有豐富觀影體驗。（......）困惑是我們被預定好要處於的狀態。」影評人喬納森·羅森鮑姆不喜歡本片，並在《無痛失戀》影評中形容《記憶拼圖》是亞倫·雷奈1968年電影《Je t'aime, je t'aime》的「噱頭式且毫無詩意的仿冒品」。
2005年，美国编剧工会將本片的劇本列為影史101大電影劇本的第100名。2012年，在電影剪輯師工會根據成員意見調查列成的影史最佳剪輯電影名單中，本片排名第14名。2017年，美國國會圖書館認定本片是「文化、歷史和美學的顯著成就」，將之列入國家影片登記表中加以保存，本片因此成為首部獲此殊榮的2000年代故事類電影片。
| 年分   | 頒發者                           | 頭銜                                 | 排名 | 備註   |
| ------ | -------------------------------- | ------------------------------------ | ---- | ------ |
| 2001年 | 國家評論協會（NBR）              | 年度十大電影                         | 4    | [ 63 ] |
| 2001年 | 美国电影学会（AFI）              | 年度十大電影                         | 收錄 | [ 64 ] |
| 2003年 | 《有生之年非看不可的1001部電影》 | 《有生之年非看不可的1001部電影》     | 收錄 | [ 65 ] |
| 2005年 | 互联网电影数据库                 | 過去15年內的15大電影                 | 7    | [ 66 ] |
| 2005年 | 《帝國雜誌》                     | 50部最佳獨立電影                     | 14   | [ 67 ] |
| 2005年 | 西美國編劇工會                   | 影史101部最佳劇本                    | 100  | [ 68 ] |
| 2007年 | 《娱乐周刊》                     | 1983年至2008年間百大電影             | 23   | [ 69 ] |
| 2008年 | 《帝國雜誌》                     | 影史500部最佳電影                    | 173  | [ 70 ] |
| 2009年 | 《影音俱樂部》                   | 2000年代最佳電影                     | 5    | [ 71 ] |
| 2009年 | 奥斯汀影评人协会                 | 2000年代十大電影                     | 10   | [ 72 ] |
| 2012年 | 《Total Film》                   | 《Total Film》成立以來的50部最佳電影 | 2    | [ 73 ] |
| 2013年 | 電影剪輯師工會                   | 影史75部最佳剪輯電影                 | 13   | [ 74 ] |
| 2014年 | 《荷里活報道》                   | 好萊塢的100部最受喜愛的電影          | 89   | [ 75 ] |
| 2014年 | 帝國雜誌                         | 影史301部最佳電影                    | 58   | [ 76 ] |
| 2016年 | 英国广播公司                     | 21世紀百大電影                       | 25   | [ 77 ] |

### 票房
《記憶拼圖》在票房上取得成功。在美國，本片上映首周僅在11家電影院上映，但第11周時本片已經擴展到同時在500多家電影院放映。至下檔時本片的北美總票房累積超過2541萬美元，加上來自其他國家的約1400萬美元，全球總票房為3972萬美元。在美國院線上映期間，本片的單一周末票房排名最佳至第八名。

## 科學分析
一些醫學專家讚賞了本片對記憶的描寫。加州理工學院的神經科學家克里斯托夫·科赫稱《記憶拼圖》是「大眾媒體中關於不同記憶系統最精確的詮釋」。

## 後續影響
2005年印度電影《未知死亡》受到《記憶拼圖》的影響，之後該印度電影被翻拍成阿米尔·汗主演的《未知死亡》（2008年）。

### 翻拍版
2015年11月，AMBI影業（AMBI Pictures）向Exclusive Media Group收購了400部電影的版權，並宣布要將其中的《記憶拼圖》重新翻拍。AMBI影業的老闆莫妮卡·巴卡迪（Monika Bacardi）聲稱，翻拍版將忠實於原版。 但截至2018年4月，翻拍版仍處於开发地狱。

## 備註
1. ↑  原文：
2. ↑  原文：
3. ↑  彼特退出後，劇組「放棄招攬A咖（英语：A-list）演員，並決定透過採用價碼實惠的優良演員來省下預算」[20]。
4. ↑  原文：
5. ↑  原文：
6. ↑  原文：
7. ↑  原文：
8. ↑  原文：
9. ↑  原文：
10. ↑  原文：
11. ↑  原文：
12. ↑  原文：
13. ↑  原文：
14. ↑  與《無間道風雲》並列。
15. ↑  原文：

### 引用作品
書籍
- 中華民國電影年鑑編輯委員會 (编).  (pdf). 臺灣: 國家電影資料館. 2003  [2023-06-30]. ISBN 957-30972-7-3. （原始内容存档 (PDF)于2023-01-14） –國家電影資料館 （中文（臺灣））.
- Mottram, James. . New York: Faber. 2002. ISBN 0-571-21488-6 （英语）.
- 湯姆·邵恩（英语：Tom Shone）. . 由黃政淵; 但唐謨翻译. 臺灣: 野人. 2021. ISBN 9789863844693 （中文（臺灣））.
- Koch, Christof. . Roberts and Company Publishers. 2004. ISBN 0-9747077-0-8 （英语）.

## 其他資料
書籍
- Kania, Andrew. . Livingston, Paisley; Plantings, Carl  (编). . Routledge Philosophy Companions. Routledge. 2008: 650–660. ISBN 0415771668 （英语）.
- Laytham, Brent D. . Griesinger, Emily; Eaton, Mark  (编). . Baylor University Press. 2006: 69–84. ISBN 1932792473 （英语）.
- Litch, Mary M. . . Routledge. 2002: 141–162. ISBN 0415938759 （英语）.
- Litch, Mary M. . . Routledge. 2002: 67–86. ISBN 0415938759 （英语）.
- Nungesser, Verena-Susanna. . . Media and Cultural Memory. Walter de Gruyter. 2009. ISBN 3110204444 （英语）.

雜誌與期刊
- Persons, Mitch. . Cinefantastique. April 2001, 33 (1/2): 116-119 （英语）.

## 外部連結
- 官方网站
- 互联网电影数据库（IMDb）上《凶心人》的资料（英文）
- AllMovie上《凶心人》的资料（英文）
- 豆瓣电影上《凶心人》的資料 （简体中文）
- 爛番茄上《凶心人》的資料（英文）
- Box Office Mojo上《凶心人》的資料（英文）